# Macaria loricaria
Macaria loricaria là một loài bướm đêm trong họ Geometridae.